# Taekwondo nos Jogos Olímpicos de Verão de 2016
As competições de taekwondo nos Jogos Olímpicos de Verão de 2016 foram disputadas entre 17 e 20 de agosto na Arena Carioca 3, no Rio de Janeiro. Oito categorias de peso, sendo quatro para homens e quatro para mulheres foram realizadas, totalizando 32 medalhas distribuídas e 128 atletas classificados.

## Eventos
Oito conjuntos de medalhas (um ouro, uma prata e dois bronze) foram concedidos nos seguintes eventos:
Masculino
- Até 58 kg
- Até 68 kg
- Até 80 kg
- Mais de 80 kg

Feminino
- Até 49 kg
- Até 57 kg
- Até 67 kg
- Mais de 67 kg

## Qualificatórias
Cada Comitê Olímpico Nacional (CON) poderia inscrever no máximo oito competidores, quatro em cada gênero, com base no ranking olímpico da Federação Mundial de Taekwondo (WTF), de modo que um atleta por CON deveria estar entre os seis primeiros colocados em cada categoria de peso. Se um CON tivesse classificado apenas dois atletas masculinos e femininos por meio do ranking, não poderia participar do respectivo Torneio de Qualificação Continental, a menos que renunciasse às vagas obtidas pelo ranking.
Quatro vagas foram reservadas ao país-sede, Brasil, e outras quatro foram reservadas para outros atletas designados pela Comissão Tripartite. As 120 vagas restantes foram distribuídas pelo processo de qualificação, sendo que 48 lutadores de taekwondo, 24 em cada gênero e os 6 melhores em cada categoria de peso, foram elegíveis para participa via ranking olímpico da WTF, enquanto o restante através dos cinco torneios de qualificação continentais.
Se um CON já classificado via ranking também obtivesse a vaga por meio do torneio de qualificação, esta seria alocada para a nação do próximo atleta melhor colocado na respectiva categoria de peso desse torneio, desde que a adição da vaga não excedesse a cota máxima para aquele CON.

## Formato de disputa

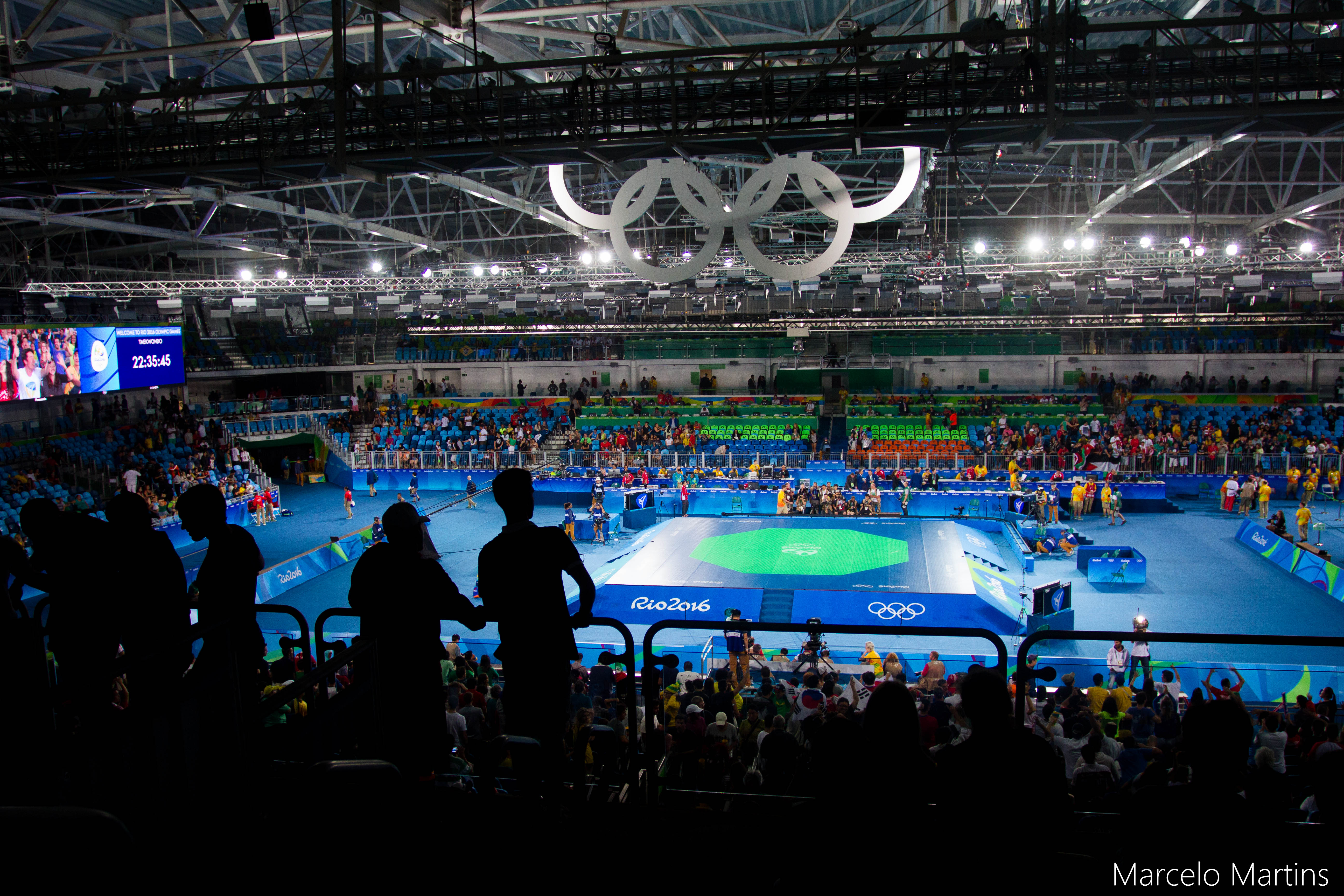
A Arena Carioca 3 recebeu as competições de taekwondo em 2016.

Em todas as categorias, 16 atletas estiveram em competição, que consistiu numa chave principal e numa fase de repescagem.
A chave principal consistiu de um torneio em formato de eliminatória até à final, em que se discutiu a medalha de ouro. Os oito cabeças de chave do evento foram distribuídos para não se enfrentarem na rodada preliminar. Os restantes qualificados foram para o sorteio.
Para cada categoria foram distribuídas duas medalhas de bronze, uma para a chave principal e outra para o vencedor da repescagem. Todos os atletas que perderam para um dos finalistas competiram na repescagem, igualmente em formato de eliminatória. Os perdedores das semifinais enfrentaram os dois melhores da repescagem na disputa pelo bronze.

## Calendário
| [ 1 ]         | Quarta 17 ago | Quinta 18 ago | Sexta 19 ago | Sábado 20 ago |
| Masculino     | Masculino     | Masculino     | Masculino    | Masculino     |
| ------------- | ------------- | ------------- | ------------ | ------------- |
| Até 58 kg     | Final         |               |              |               |
| Até 68 kg     |               | Final         |              |               |
| Até 80 kg     |               |               | Final        |               |
| Mais de 80 kg |               |               |              | Final         |
| Feminino      |               |               |              |               |
| Até 49 kg     | Final         |               |              |               |
| Até 57 kg     |               | Final         |              |               |
| Até 67 kg     |               |               | Final        |               |
| Mais de 67 kg |               |               |              | Final         |

## Medalhistas
Estes foram os medalhistas de taekwondo nos Jogos Olímpicos de 2016:
Masculino
| Evento                 | Ouro                                    | Prata                            | Bronze                                                            |
| ---------------------- | --------------------------------------- | -------------------------------- | ----------------------------------------------------------------- |
| Até 58 kg detalhes     | Zhao Shuai CHN China                    | Tawin Hanprab THA Tailândia      | Luisito Pie DOM República DominicanaKim Tae-hun KOR Coreia do Sul |
| Até 68 kg detalhes     | Ahmad Abughaush JOR Jordânia            | Alexey Denisenko RUS Rússia      | Lee Dae-hoon KOR Coreia do SulJoel González ESP Espanha           |
| Até 80 kg detalhes     | Cheick Sallah Cissé CIV Costa do Marfim | Lutalo Muhammad GBR Grã-Bretanha | Milad Beigi AZE AzerbaijãoOussama Oueslati TUN Tunísia            |
| Mais de 80 kg detalhes | Radik Isayev AZE Azerbaijão             | Abdoul Razak Issoufou NIG Níger  | Maicon Siqueira BRA BrasilCha Dong-min KOR Coreia do Sul          |

Feminino
| Evento                 | Ouro                         | Prata                        | Bronze                                                               |
| ---------------------- | ---------------------------- | ---------------------------- | -------------------------------------------------------------------- |
| Até 49 kg detalhes     | Kim So-hui KOR Coreia do Sul | Tijana Bogdanović SRB Sérvia | Patimat Abakarova AZE AzerbaijãoPanipak Wongpattanakit THA Tailândia |
| Até 57 kg detalhes     | Jade Jones GBR Grã-Bretanha  | Eva Calvo ESP Espanha        | Hedaya Malak EGY EgitoKimia Alizadeh IRI Irã                         |
| Até 67 kg detalhes     | Oh Hye-ri KOR Coreia do Sul  | Haby Niaré FRA França        | Ruth Gbagbi CIV Costa do MarfimNur Tatar TUR Turquia                 |
| Mais de 67 kg detalhes | Zheng Shuyin CHN China       | María Espinoza MEX México    | Bianca Walkden GBR Grã-BretanhaJackie Galloway USA Estados Unidos    |

## Quadro de medalhas

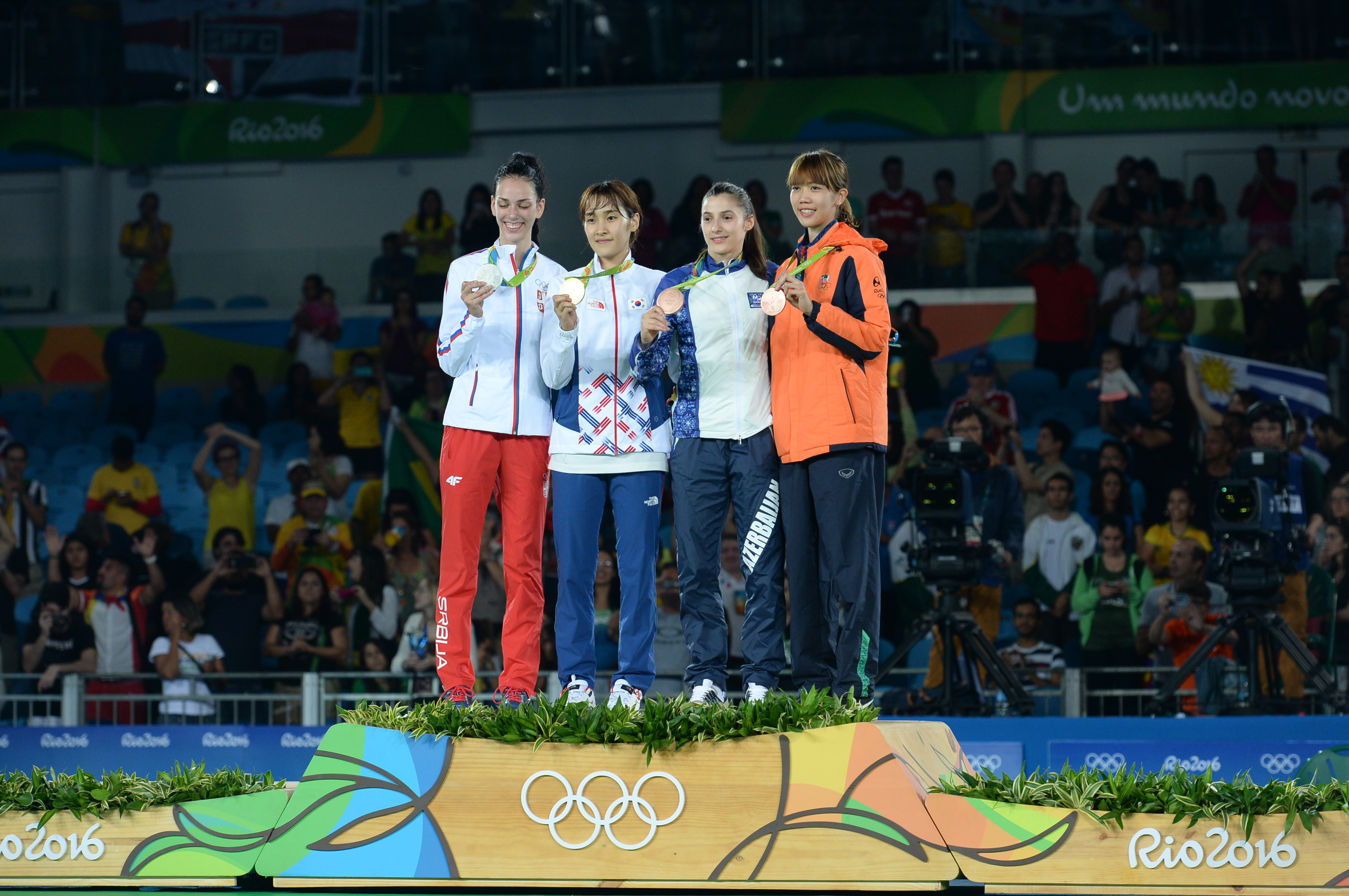
Premiação da categoria até 49 kg feminino, vencida pela Coreia do Sul, nação que obteve mais medalhas na modalidade.

| Ordem | País                     | Medalha de ouro | Medalha de prata | Medalha de bronze |    | Ordem por total |
| ----- | ------------------------ | --------------- | ---------------- | ----------------- | -- | --------------- |
| 1     | KOR Coreia do Sul        | 2               |                  | 3                 | 5  | 1               |
| 2     | CHN China                | 2               |                  |                   | 2  | 4               |
| 3     | GBR Grã-Bretanha         | 1               | 1                | 1                 | 3  | 4               |
| 4     | AZE Azerbaijão           | 1               |                  | 2                 | 3  | 2               |
| 5     | CIV Costa do Marfim      | 1               |                  | 1                 | 2  | 4               |
| 6     | JOR Jordânia             | 1               |                  |                   | 1  | 8               |
| 7     | ESP Espanha              |                 | 1                | 1                 | 2  | 4               |
|       | THA Tailândia            |                 | 1                | 1                 | 2  | 4               |
| 9     | FRA França               |                 | 1                |                   | 1  | 8               |
|       | MEX México               |                 | 1                |                   | 1  | 8               |
|       | NIG Níger                |                 | 1                |                   | 1  | 8               |
|       | RUS Rússia               |                 | 1                |                   | 1  | 8               |
|       | SRB Sérvia               |                 | 1                |                   | 1  | 8               |
| 14    | BRA Brasil               |                 |                  | 1                 | 1  | 8               |
|       | DOM República Dominicana |                 |                  | 1                 | 1  | 8               |
|       | EGY Egito                |                 |                  | 1                 | 1  | 8               |
|       | GBR Grã-Bretanha         |                 |                  | 1                 | 1  | 8               |
|       | IRI Irã                  |                 |                  | 1                 | 1  | 8               |
|       | TUN Tunísia              |                 |                  | 1                 | 1  | 8               |
|       | TUR Turquia              |                 |                  | 1                 | 1  | 8               |
|       | USA Estados Unidos       |                 |                  | 1                 | 1  | 8               |
| TOTAL | TOTAL                    | 8               | 8                | 16                | 32 | —               |